# Висагинская АЭС
Висагинская атомная электростанция (лит. Visagino atominė elektrinė) — несостоявшийся проект АЭС в Литве, на территории Висагинского самоуправления.

## История
31 декабря 2009 года была остановлена Игналинская АЭС, функционировавшая с 1983 года. Новую же АЭС Литва изначально планировала построить совместно с Латвией, Эстонией и Польшей. Был создан национальный энергетический инвестор «LEO LT». Однако, в результате смены власти в стране в 2008 году, изменился и взгляд на перспективы развития атомной энергетики. Было решено расформировать «LEO LT» и привлечь стратегического инвестора, имеющего опыт в строительстве АЭС.
Конкурс был объявлен в конце декабря 2009 года, а уже в феврале 2010 года министерство энергетики сообщило, что с правительством Литвы связалось 25 компаний, которые захотели стать стратегическими инвесторами по строительству новой АЭС. Из списка претендентов было отобрано 5 компаний, к лету 2010 года из них осталось всего две.
К началу декабря 2010 года конкурс по выбору инвестора для новой АЭС провалился в связи с тем, что все потенциальные инвесторы отказались от участия в конкурсе.
20 сентября 2012 года премьер-министры стран Балтии подписали в Вильнюсе меморандум об учреждении компании по проекту Висагинской АЭС и создании межправительственной рабочей группы. 26 сентября в литовском сейме состоялась литовско-белорусская конференция по вопросам строительства АЭС.
В январе 2016 года объявлено, что работа над проектом Висагинской АЭС приостановлена (причиной является неблагоприятная ситуация на рынке для продажи электроэнергии). По мнению инициатора проекта, бывшего министра энергетики Литвы А. Секмокаса, проект «умер».

## Инвесторы
В начале июня 2011 года две американские компании — General Electric и Westinghouse — объявили о том, что они будут инвесторами АЭС. Литовское правительство надеется, что решение этих компаний не изменится в отличие от кандидатов в инвесторы Висагинской АЭС в прошлые годы. General Electric и Westinghouse не участвовали в прошлых конкурсах, проводимых правительством Литвы.
Себестоимость производства электроэнергии без затрат на погашение кредитов в течение всего периода работы станции — 60 лет и, по словам министра энергетики Литвы Арвидаса Сякмокаса, должна будет составлять 7-10 центов за 1 кВт[что?]. Между тем, затраты на погашение кредитов, которые намечается погасить за 18 лет — еще 10-15 центов. Таким образом, до 2040 года цена электроэнергии новой АЭС будет 17-25 центов.
Некоторые экономисты[кто?] считали, что проект Висагинской АЭС имел изначальные экономические недостатки. Во-первых — это сама цена, которую по плану должны были заплатить страны Балтии за доступ к атомной энергии. Низкая устойчивость этих стран к кризисным явлениям в мировой экономике вынуждает пользоваться кредитами, предоставляемыми производителями оборудования. В результате существенно вырастает общая стоимость проекта с учётом процентов, а также приходится соглашаться на то, что большая часть работ будет выполняться иностранными подрядчиками, что не позволит вернуть часть средств в виде налогов с региональных подрядчиков. В результате страны Балтии заплатили бы за один блок АЭС около 5 млрд евро — это столько же, сколько стоили бы два блока в Калининградской области на Балтийской АЭС, строительство которой в настоящий момент остановлено. Кроме того, одноблочная АЭС не позволила бы постоянно обеспечивать регион электроэнергией, так как во время технологических работ единственный блок должен будет останавливаться.

## Реактор
На Висагинской АЭС предполагается использование реактора AP1000 (Westinghouse) или ABWR (GE Hitachi).

## Подготовка специалистов
Министерство энергетики Литвы и Министерство образования Литвы утвердило Национальный план по подготовке специалистов атомной энергетики для работы на будущей Висагинской АЭС. Готовить специалистов будут четыре вуза: Каунасский технологический университет, Вильнюсский университет, Центр научных технологий и физики, Литовский институт энергетики.